# 罗莎 (阿拉巴马州)
罗莎（英文：Rosa），是美国阿拉巴马州下属的一座城市。面积约为3.77平方英里（约合9.76平方公里）。根据2010年美国人口普查，该市有人口316人，人口密度为83.86/平方英里（约合32.38/平方公里）。